# لیپاز

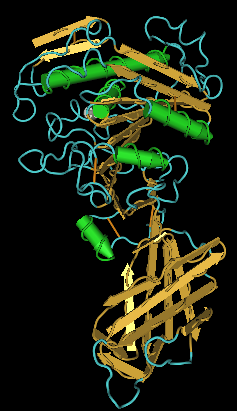
تصویر کامپیوتری لیپاز لوزالمعده (PLRP2) در خوکچهٔ هندی.

در بیوشیمی، لیپاز به دسته‌ای از آنزیم‌ها اشاره دارد که هیدرولیز چربی‌ها را کاتالیز می‌کنند. برخی از لیپازها دامنهٔ وسیعی از سوبسترا از جمله استرهای کلسترول، فسفولیپیدها، ویتامین‌های محلول در چربی و اسفنگومیلینازها را پوشش می‌دهند. برخلاف استرازها، که در آب عمل می‌کنند، لیپازها «تنها زمانی فعال می‌شوند که در سطح مشترک روغن و آب جذب شوند». لیپازها نقش اساسی در گوارش، جابه‌جایی و پردازش لیپیدهای رژیم غذایی در بیشتر جانداران، ایفا می‌کنند.

## ساختار و مکانیسم
به‌طور کلاسیک، لیپازها هیدرولیز تری‌گلیسیریدها را کاتالیز می‌کنند:
{\displaystyle {\begin{aligned}{\text{triglyceride}}+{\ce {H2O}}&\longrightarrow {\text{fatty acid}}+{\text{diacylglycerol}}\\[4pt]{\text{diacylglycerol}}+{\ce {H2O}}&\longrightarrow {\text{fatty acid}}+{\text{monacylglycerol}}\\[4pt]{\text{monacylglycerol}}+{\ce {H2O}}&\longrightarrow {\text{fatty acid}}+{\text{glycerol}}\end{aligned}}}
لیپازها سرین هیدرولاز هستند، یعنی با ترانس استریفیکاسیون و تولید یک واسطهٔ آسیل سرین عمل می‌کنند. بیشتر لیپازها در یک موقعیت خاص بر روی ساختار گلیسرول یک بستر لیپیدی (A1، A2 یا A3) عمل می‌کنند. برای مثال، لیپاز پانکراس انسانی (HPL) سوبستراهای تری‌گلیسرید موجود در روغن‌های خورده‌شده را به مونوگلیسرید و دو اسید چرب تبدیل می‌کند.
طیف متنوعی از آنزیم‌های لیپاز متمایز از نظر ژنتیکی در طبیعت یافت می‌شوند و آن‌ها چندین نوع تاشدگی پروتئین و مکانیسم‌های کاتالیزوری را نشان می‌دهند. با این حال، بیشتر آن‌ها بر روی یک چین آلفا/بتا هیدرولاز ساخته شده‌اند و از مکانیسم هیدرولیز شبیه کیموتریپسین با استفاده از یک سه‌گانهٔ کاتالیزگر متشکل از یک نوکلئوفیل سرین، یک باز هیستیدین و یک باقی‌ماندهٔ اسید، به‌طور معمول اسید آسپارتیک استفاده می‌کنند.

## نقش زیستی
لیپازها نوعی گلیکوپروتئین هستند که در بدن بیشتر جانداران (از جمله بسیاری از ویروس‌ها) یافت می‌شوند. این آنزیم‌های محلول در آب در متابولیسم تری‌گلیسریدها نقش دارند و موجب گوارش آن‌ها در بدن می‌شوند.
لیپاز لوزالمعده مهم‌ترین آنزیمی است که چربی‌ها را در بدن انسان به مولکول‌های کوچک‌تر و قابل هضم تبدیل می‌کند. به این ترتیب، مولکول‌های تری‌گلیسرید به مونوگلیسرید و اسید چرب تبدیل می‌شوند.
انواع دیگر لیپاز عبارت‌اند از فسفولیپازها و اسفینگومیلینازها.
لیپازها موجب هیدرولیز استرها می‌شوند. درصورت وجود آب، استرتری‌گلیسریدها طبق واکنش فوق به اسید چرب تبدیل می‌شوند. (R عبارت است از یک گروه آلکیل اشباع‌شده یا اشباع‌نشده).
لیپازها همچون سایر آنزیم‌ها نسبت به دما و پی‌اچ محیط، میزان آب موجود و جنس و قطبی بودن حلال، حساس و تأثیرپذیرند.

## توزیع فیزیولوژیک
لیپازها در فرآیندهای زیستی متنوعی دخیل هستند که از متابولیسم معمول تری‌گلیسیریدها در رژیم غذایی گرفته تا سیگنال‌دهی سلولی و التهاب را شامل می‌شود. بنابراین، برخی از فعالیت‌های لیپاز به بخش‌های خاص درون سلول‌ها محدود می‌شود و برخی دیگر در فضاهای بیرون سلولی کار می‌کنند.
- در مثال لیزوزوم لیپاز، آنزیم در اندامکی به‌جنام لیزوزوم محدود می‌شود.
- آنزیم‌های لیپاز دیگر، مانند لیپازهای پانکراس، در فضاهای بیرون سلولی ترشح می‌شوند که در آنجا لیپیدهای رژیم غذایی را به اشکال ساده‌تری پردازش می‌کنند که بتوانند راحت‌تر جذب و به سراسر بدن منتقل شوند.
- قارچ‌ها و باکتری‌ها ممکن است لیپازها را برای تسهیل جذب مواد مغذی از محیط خارجی (یا در نمونه‌هایی از میکروب‌های بیماری‌زا، برای القای تهاجم میزبان جدید) ترشح کنند.
- زهر برخی زنبورها و زنبورهای عسل حاوی فسفولیپازهایی است که اثرات آسیب و التهاب ناشی از نیش را افزایش می‌دهند.
- از آنجایی که غشاهای زیستی از سلول‌های زنده جدایی‌ناپذیر هستند و عمدتاً از فسفولیپیدها تشکیل شده‌اند، لیپازها نقشی مهم در زیست‌شناسی سلول دارند.
- قارچ Malassezia globosa، قارچی است که تصور می‌شود علت شورهٔ سر انسان است، از لیپاز برای تجزیهٔ سبوم به اسید اولئیک و افزایش تولید سلول‌های پوست و ایجاد شورهٔ سر استفاده می‌کند.[۱۴]

ژن‌های کدکنندهٔ لیپازها حتی در برخی ویروس‌ها وجود دارند.

## کاربرد
لیپازها می‌توانند در شاخه‌های شیمی آلی جهت استریفیکاسیون بعضی مولکول‌ها مورد استفاده قرار گیرند. این آنزیم‌ها در صنعت نیز برای هیدرولیز چربی‌ها در مواد شوینده و مصارف دیگر مورد استفاده هستند.

## نگارخانه

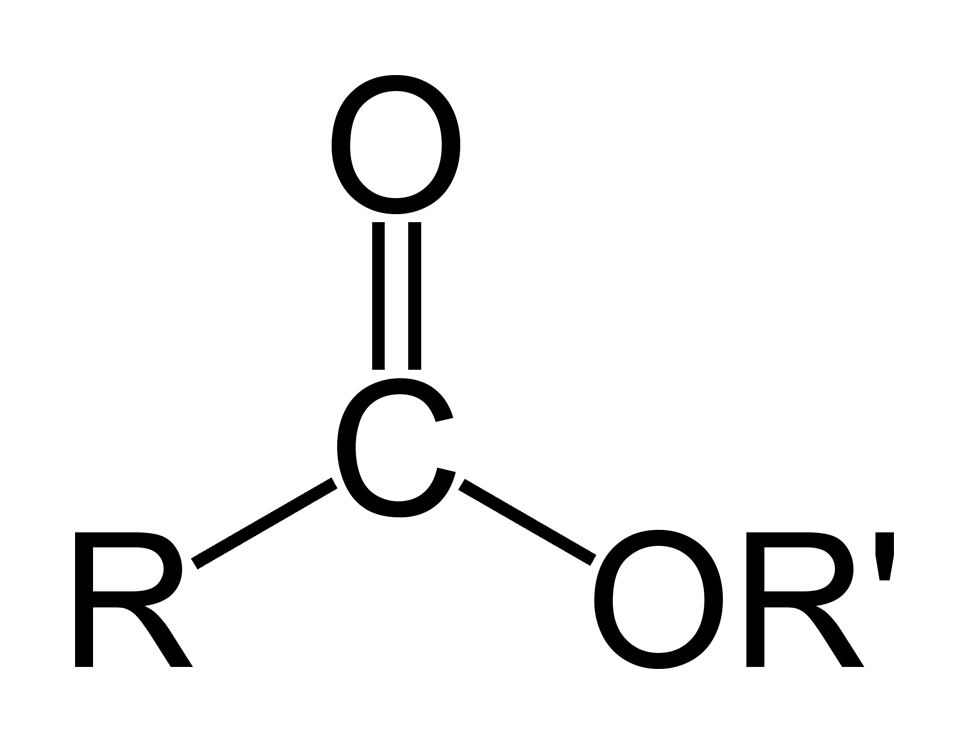